# Fady Elsayed

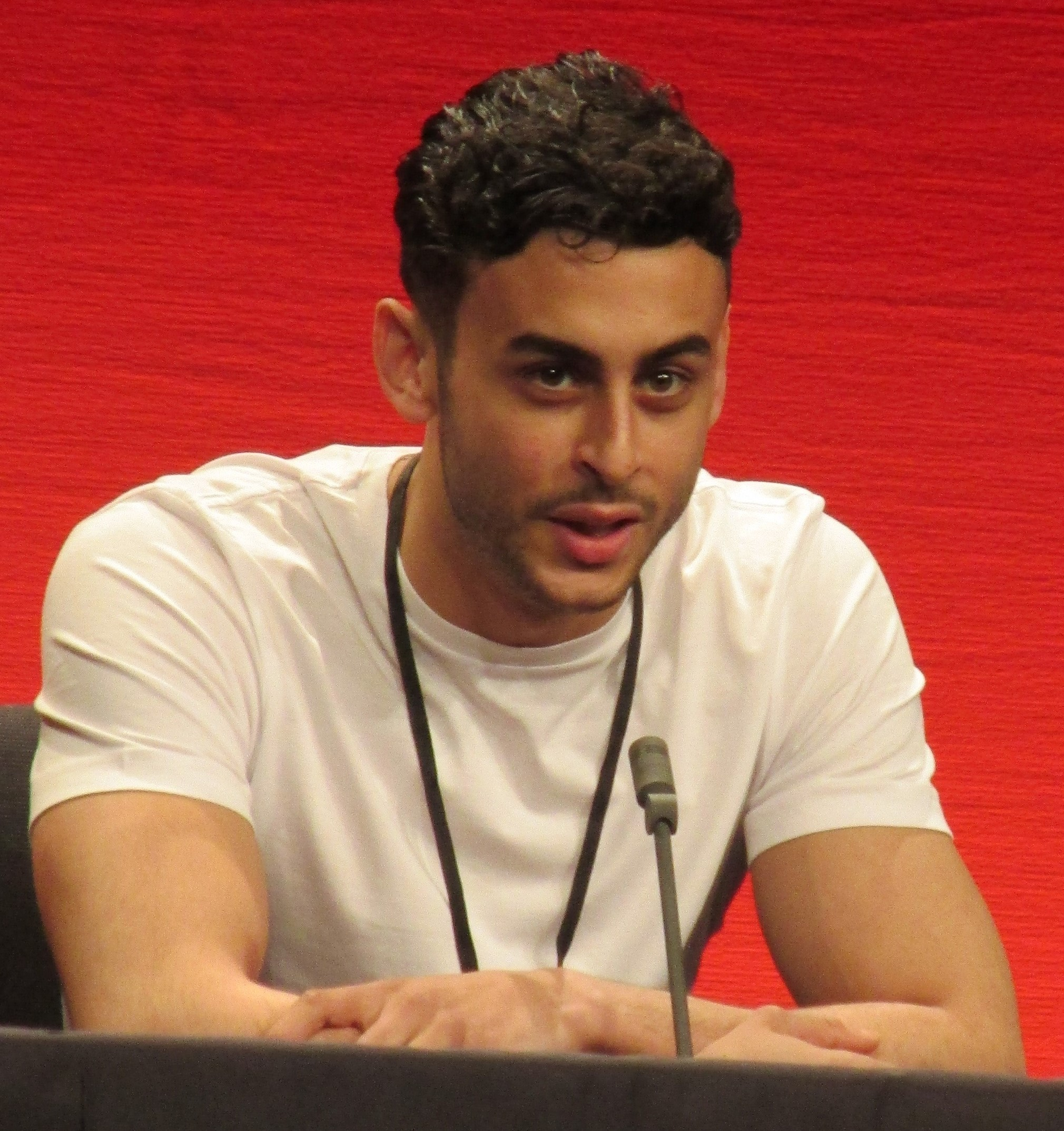
Fady Elsayed, 2017

Fady Elsayed (* 15. September 1993 in Paddington, London) ist ein britischer Schauspieler.

## Leben und Karriere
Ursprünglich wollte Elsayed ein Fußballspieler werden. Als er jedoch an Schultheaterstücken teilnahm, begann er sich fürs Schauspielen zu interessieren. Im Alter von 16 Jahren beschloss er zur The Young Actors Theatre Schauspielschule in Islington zu gehen. Nachdem Elsayed seine erste Hauptrolle in Mein Bruder der Teufel (My Brother the Devil) gespielt hatte, war für ihn klar, dass er für den Rest seines Lebens Schauspieler sein wollte. Danach trat Elsayed in verschiedenen Filmen und Fernsehserien auf, darunter waren beispielsweise Casualty oder Silent Witness. Im Jahr 2014 spielte er einen Arabisch sprechenden Vampir in Penny Dreadful. In einem Interview erzählte Elsayed, dies sei seine bis dahin anspruchsvollste Rolle gewesen.
Im Jahr 2016 spielte Elsayed Wino in Noel Clarkes Film Brotherhood. Wenig später ergatterte Fady Elsayed die Hauptrolle des Ram Singh im Doctor-Who-Spin-off Class. Ram ist ein Schüler der Coal Hill Academy und spielt in der Fußballmannschaft der Schule.

## Filmografie
- 2012: Mein Bruder der Teufel (My Brother the Devil)
- 2012: Twenty8k
- 2013: Casualty (Fernsehserie, 1 Folge)
- 2013: Ending (Kurzfilm)
- 2013: Sixteen
- 2014: Silent Witness (Fernsehserie, 2 Folgen)
- 2014: Penny Dreadful (Fernsehserie, 1 Folge)
- 2014: Law & Order: UK (Fernsehserie, 1 Folge)
- 2015: Shakespeare on Love (Kurzfilm)
- 2015: River (Fernsehserie, 1 Folge)
- 2015: Citizen Khan (Fernsehserie, 1 Folge)
- 2016: The Aliens (Fernsehserie, 1 Folge)
- 2016: Brotherhood
- 2016: Class (Fernsehserie, 8 Folgen)
- 2017: Boys Don’t Cry (Kurzfilm)
- 2018: Little Monster (Kurzfilm)
- 2018: A Private War
- 2019: London Arabia (Kurzfilm)
- 2019: Siehst du den Mond, Daniel
- 2020: Baghdad Central (Fernsehserie, 4 Folgen)
- 2020: Little Birds (Fernsehserie, 3 Folgen)
- 2020: Ending (Kurzfilm)

## Nominierungen
- 2012: Best Newcomer Award (BFI London Film Festival)[6]
- 2012: Young British Performer of the Year (ALFS Award, London Critics’ Circle)[7]